# Tour de Vaurseine
La tour de Vaurseine est une tour située à Ployart-et-Vaurseine, en France.

## Localisation
La tour est située sur la commune de Ployart-et-Vaurseine, dans le département français de l'Aisne.

## Historique
La tour datée du XVe siècle est le dernier vestige d'une maison forte citée au XIIIe siècle.

## Description

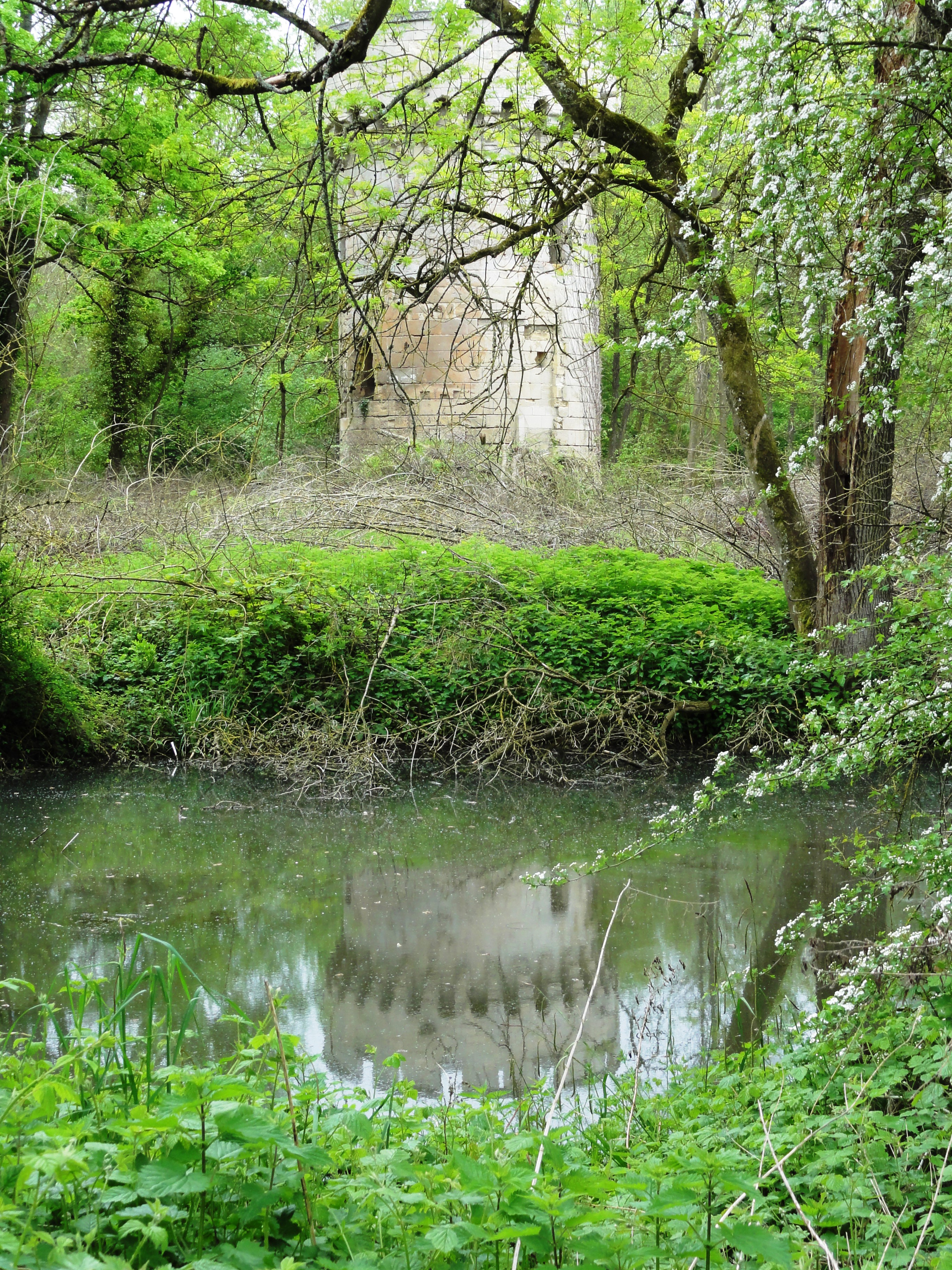
La tour, entouré d'un fossé, se cache dans la verdure

## Protection aux monuments historiques
La tour est inscrite au titre des monuments historiques par arrêté du 28 juin 1927.